# Sorokî, Pustomîtî
Sorokî (în ucraineană Сороки) este un sat în comuna Sokolivka din raionul Pustomîtî, regiunea Liov, Ucraina.

## Demografie
Componența lingvistică a localității Sorokî
     Ucraineană (100%)
Conform recensământului din 2001, toată populația localității Sorokî era vorbitoare de ucraineană (100%).